# Mannenmarathon van Tokio 1997
De Mannenmarathon van Tokio 1997 werd gelopen op zondag 9 februari 1997. Het was de 18e editie van de Tokyo International Marathon. Aan deze wedstrijd mochten alleen mannelijke elitelopers deelnemen.
De Japanner Koji Shimizu kwam als eerste over de finish in 2:10.09.

## Uitslagen
| rang   | naam                 | land | tijd    |
| ------ | -------------------- | ---- | ------- |
| Goud   | Koji Shimizu         | JPN  | 2:10.09 |
| Zilver | Takahiro Hattori     | JPN  | 2:10.21 |
| Brons  | Shinji Kawashima     | JPN  | 2:11.13 |
| 4      | Hiromi Taniguchi     | JPN  | 2:11.26 |
| 5      | Osmiro de Silva      | BRA  | 2:11.58 |
| 6      | Valdenor Pereira     | BRA  | 2:12.48 |
| 7      | Xolile Yawa          | RSA  | 2:13.38 |
| 8      | Vladimir Kotov       | BLR  | 2:13.41 |
| 9      | Sakae Osaki          | JPN  | 2:13.47 |
| 10     | Silvio Guerra        | ECU  | 2:14.02 |
| 11     | Ruben Maza           | VEN  | 2:14.24 |
| 12     | Raymond Boyd         | AUS  | 2:14.27 |
| 13     | Muneyuki Ojima       | JPN  | 2:14.31 |
| 14     | Wieslaw Perszke      | POL  | 2:14.58 |
| 15     | Erick Wainaina       | KEN  | 2:16.42 |
| 16     | Patrick Carroll      | AUS  | 2:16.49 |
| 17     | Brian Sheriff        | ZIM  | 2:19.44 |
| 18     | Sean Wade            | NZL  | 2:19.51 |
| 19     | Koichi Suzuki        | JPN  | 2:19.55 |
| 20     | Makoto Todo          | JPN  | 2:20.58 |
| 21     | Noriaki Kiguchi      | JPN  | 2:21.08 |
| 23     | Toshiaki Kurabayashi | JPN  | 2:22.55 |
| 24     | Francis Robert Naali | TAN  | 2:23.05 |
| 25     | Tsutomu Hiroyama     | JPN  | 2:24.17 |

Tokyo International Marathon (alleen mannen)

1981 · 1982 · 1983 · 1984 · 1985 · 1986 · 1987 · 1988 · 1989 · 1990 · 1991 · 1992 · 1993 · 1994 · 1995 · 1996 · 1997 · 1998 · 1999 · 2000 · 2001 · 2002 · 2003 · 2004 · 2005 · 2006

Tokyo International Women's Marathon (alleen vrouwen)

1979 · 1980 · 1981 · 1982 · 1983 · 1984 · 1985 · 1986 · 1987 · 1988 · 1989 · 1990 · 1991 · 1992 · 1993 · 1994 · 1995 · 1996 · 1997 · 1998 · 1999 · 2000 · 2001 · 2002 · 2003 · 2004 · 2005 · 2006 · 2007 · 2008

Tokyo Marathon (beide)

2007 · 2008 · 2009 · 2010 · 2011 · 2012 · 2013 · 2014 · 2015 · 2016 · 2017 · 2018 · 2019 · 2020 · 2021 · 2022 · 2023 · 2024